# The Washington Post
The Washington Post (včasih okrajšan kot WaPo) je ameriški dnevnik velikega formata, ki od leta 1877 izhaja v Washingtonu.
Specializiran je za politično novinarstvo s poudarkom na delovanju ameriške zvezne vlade, njegovi bralci so predvsem iz glavnega mesta in okoliških predmestij v sosednjih zveznih državah Maryland in Virginija.
Velja za enega najuglednejših ameriških časopisov ob The New York Times, Wall Street Journal, Los Angeles Times ter publikacijah založnika McClatchy, ki objavijo levji delež poglobljenih novinarskih prispevkov v ameriški medijski krajini. Je tudi ena redkih ameriških časopisnih hiš, ki še vzdržuje tuja dopisništva.
Od leta 2013 je v lasti poslovneža Jeffa Bezosa prek njegovega podjetja Nash Holdings. Pod Bezosovim vodstvom se je močno povečal poudarek na spletno občinstvo. Še vedno je en od treh vodilnih ameriških dnevnikov po nakladi, spletni doseg pa je težko oceniti, saj izdajtelj ne objavlja uradnih podatkov.